# Escudo de armas de Mérida (México)

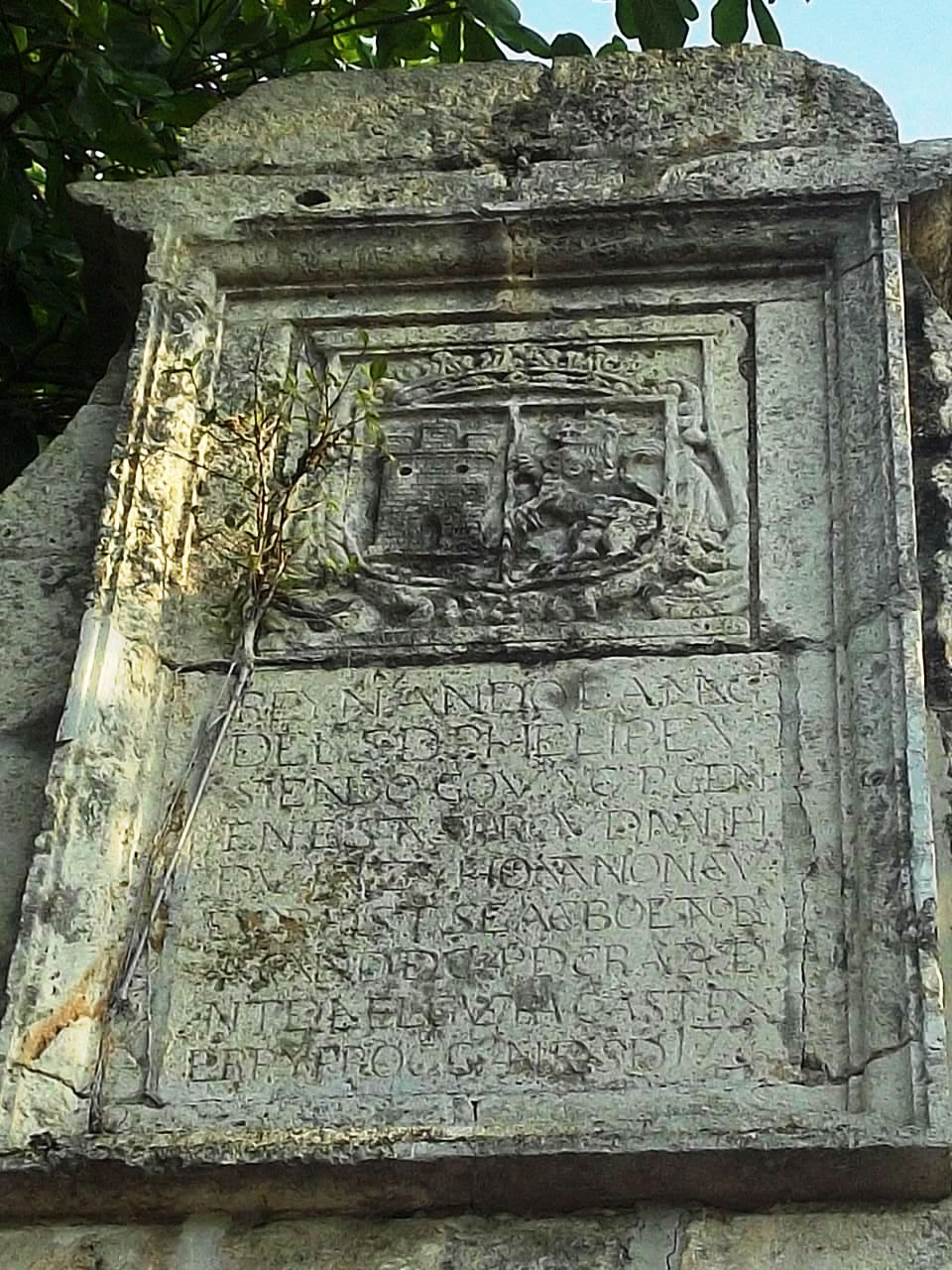
El escudo de la Ciudad de Mérida en el portón de la entrada sur del Parque Zoológico del Centenario.

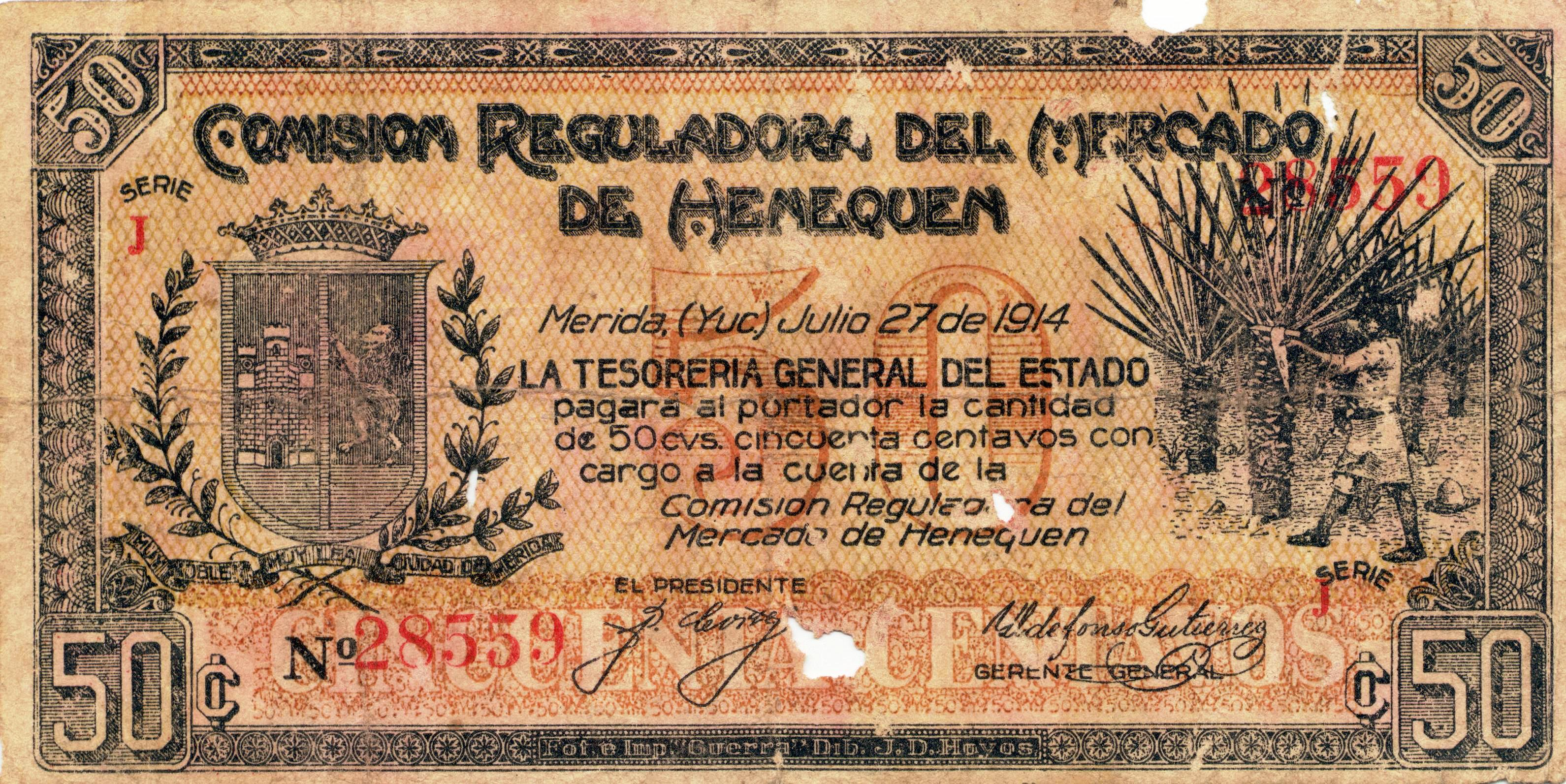
El escudo de la Ciudad de Mérida usado como escudo del estado de Yucatán en un billete (papel moneda) de 1917. El agregado en la parte inferior de los campos a manera de terraza o espejo de agua es una alteración hecha al emblema original.

El escudo de armas de la ciudad de Mérida es uno de los símbolos que representan a esta ciudad capital del estado de Yucatán en México. Se usa oficialmente también para el municipio de Mérida y para el ayuntamiento de la ciudad. Se usó también durante el siglo XIX y parte del XX para el estado de Yucatán en su conjunto, hasta el año de 1989 en que se decretó la existencia del escudo estatal.

## Historia
El 18 de agosto de 1618, Felipe III firmó, en el monasterio de San Lorenzo el Real, el anhelado Real Privilegio de Armas a Mérida de Yucatán de las Indias, "en premio a su fidelidad y buenos servicios", en los siguientes términos:

"He tenido por bien y por la presente hago merced a dicha Ciudad de Mérida, de la dicha Provincia de Yucatán, de que ahora, y de aquí en adelante haya y tenga por sus armas conocidas un escudo con un león rampante en campo verde y un castillo torreado en campo azul, según va aquí pintado tal como este...".

## Características
El escudo es partido, esto es verticalmente de arriba abajo, en dos cuarteles iguales. El primero (izquierda) en campo azur (azul) ostenta un castillo de oro, y el segundo (derecha) un león rampante de oro en campo de sinople (verde). El escudo va timbrado, es decir rematado en su cúspide, con corona real abierta. La forma o contorno del escudo corresponde al estilo heráldico español: cuadrilongo con su base redondeada.